# Murat Nehri
Murat Nehri – rzeka we wschodniej Turcji, w całym swym biegu przepływająca przez ten kraj. Jedna z dwóch głównych źródłowych rzek Eufratu − druga to Karasu. Posiada źródła na Wyżynie Armeńskiej niedaleko góry Ararat, na północ od jeziora Wan. Długa na ok. 722 km, płynie na zachód, gdzie wpadając do zbiornika zaporowego Keban Barajı, łączy się z rzeką Karasu tworząc Eufrat.